# Lista över kravaller i Sverige
Det här är en lista över kravaller som har utspelat sig i Sverige.

## Bakgrund
Allt sedan upploppet på Södermalm 1719, har kravaller med stenkastning och mordbrand inträffat vid återkommande tillfällen i Stockholms fattigaste kvarter, liksom i andra storstäder. Enligt Stockholmshistorikern Mats Berglund förenas upploppen av ilska och utanförskap, och har ofta varit uttryck för missnöje med militär, polis och medierapportering. Vissa uppror har varit politiskt motiverade, andra har föranletts av frustration över fattigdom och arbetslöshet. I gamla rättegångshandlingar förekommer ofta ”unga pojkar” som följer med enbart för att våldet är roligt.

## 1700-talet
- Södermalmsupproret  1719, vid Katarina kyrka[1]
- "Stora daldansen" 1743 uppror mot krig och brist på politiskt inflytande över utrikespolitik.
- Studentupploppet i Lund 1793

## 1800-talet
- Elefantupploppet i Skänninge 1806
- Fersenska mordet 1810, lynchning av Sveriges riksmarskalk
- Klågerupskravallerna under det Skånska bonderupproret 1811 mot utlottning till militärtjänst
- Crusenstolpekravallerna 1838 Kampen för yttrandefriheten, som kulminerade på Södermalmstorg där en folkmassa försökte frita Magnus Jacob Crusenstolpe.
- Marsoroligheterna 1848 Folkens vår i hela Europa med krav på demokrati nådde Gamla Stan, där 18 personer sköts ihjäl[1]
- Muteupproret 1854 Protester mot förbud för landsköp
- Hungerkravallerna 1854-55
- Marskravallerna 1864 liberal kravaller mot utrikespolitik för skandinavismen
- Strejkupploppet i Lund 1898 (Lundare som försökte bryta upp strejken på Svedalas Sockerfabrik attackerades av uppretade Svedalare).

## 1900-talet
- Rösträttskravallerna i Stockholm 1902
- Sandökravallerna 1907
- Junikravallerna 1917 även kallade Hungerkravallerna 1917
- Möllevångskravallerna 1926
- Brädgårdskravallerna 1931 Halmstad
- Ådalshändelserna 1931
- Klemensnäskravallerna 1932
- Påskkravallerna i Gamla Uppsala 1943
- Götgatskravallerna 1948
- Jönköpingskravallerna 1948
- Karlskronakravallerna 1949
- Berzeliikravallerna 1951
- Slaget om Hötorget 1965
- Hötorgskravallerna 1965
- Götaplatskravallerna 1965
- Kårhusockupationen 1968
- Båstadskravallerna 1968
- Almstriden 1971
- Kungstorgsockupationen 1976
- Ålidhemskravallerna[4][5] 1977
- Heta linjen-kravallerna 1982
- Kungsträdgårdskravallerna 1987
- 30 november 1991
- Reclaim the City 1999

## 2000-talet
- Göteborgskravallerna 2001
- Reclaim the City 2006, 2007
- Kravallerna i Rosengård 2008
- Backa, Göteborg 2009, 2011[6]
- Gottsunda 2012[6]
- Eskilstuna 2012[7]
- Upploppen i Stockholm 2013 (Husby-kravallerna).
- Kärrtorp 2013[8]
- Limhamn 2014[9]
- Malmö 2020[10]
- Påskupploppen 2022[11]